# La Almarcha
Pour les articles homonymes, voir Almarcha.
La Almarcha est une municipalité espagnole de la province de Cuenca, dans la région autonome de Castille-La Manche.